# カルロス・エドゥアルド・マルケス
カルロス・エドゥアルド・マルケス（Carlos Eduardo Marques、1987年7月18日 - ）は、ブラジル・リオグランデ・ド・スル州出身のサッカー選手。ポジションはミッドフィールダー。ブラジリエンセFC所属。

## 経歴
2007年にグレミオでプロデビュー。グレミオのユース時代はルーカス・レイヴァとチームメイトだった。2007年のリベルタドーレスでは決勝でボカ・ジュニアーズに負けたものの健闘を見せ、レギュラーだったエドゥアルドはヨーロッパから注目される。
2007年8月、ブンデスリーガ2部に昇格を果たしたTSG1899ホッフェンハイムに2部の最高額となる800万ユーロの移籍金で移籍。2007-08シーズンにはホッフェンハイムの1部昇格に貢献した。2008-09シーズンは、25試合の出場ながら8得点した。
2008年5月のケルン戦で、ロダー・アンタルに報復行為を行い、3試合の出場停止処分。2009年1月のハンブルガーSVとの親善試合でも乱闘騒ぎを起こし、3試合の出場停止処分。2009年4月11日のボーフム戦で、フィリップ・ベーニッヒに肘打ちを食らわせ、退場となり、5試合の出場停止処分、とマネージャーのヤン・シンデルマイサーが怒りのコメントを残すほど、精神面に大きく課題を残す。
2016年4月20日、アトレチコ・ミネイロへ移籍。

## 所属クラブ
- グレミオFBPA 2007
- TSG1899ホッフェンハイム 2007-2010
- FCルビン・カザン 2010-2016

→ CRフラメンゴ 2013.1-2014 (loan)
- アトレチコ・ミネイロ 2016-2017
- ECヴィトーリア 2017
- パラナ・クルーベ 2018
- コリチーバFC 2019
- ECジュベントゥージ 2020
- ブラジリエンセFC 2020-

## タイトル

### クラブ
グレミオ
- カンピオナート・ガウショ : 2007

ルビン・カザン
ロシア・スーパーカップ : 2012
フラメンゴ
- コパ・ド・ブラジル : 2013
- カンピオナート・カリオカ : 2014

アトレチコ・ミネイロ
- カンピオナート・ミネイロ : 2017